# Jiao Liuyang
Jiao Liuyang (Kurzzeichen: 焦刘洋; Langzeichen: 焦劉洋; pinyin: Jiāo Liúyáng; * 6. August 1991 in Harbin, Heilongjiang) ist eine chinesische Schwimmerin.
2007 nahm sie an den Weltmeisterschaften in Melbourne teil und belegte den vierten Platz über 200 m Schmetterling (2:07,22 min).
Bei den Olympischen Sommerspielen 2008 wurde sie Zweite über 200 m Schmetterling in 2:04,72 min hinter ihrer Landsmännin Liu Zige, die in 2:04,18 min gewann. Beide unterboten den bis dahin gültigen Weltrekord der Australierin Jessicah Schipper (2:05,40 min).
Bei den Olympischen Spielen 2012 gewann sie die Goldmedaille über 200 m Schmetterling mit neuem olympischen Rekord in 2:04,06 min.
Am 14. August 2012 wurde sie zur jüngsten Vertreterin beim 18. Nationalen Volkskongress ernannt.

## Erfolge
- Nationale Meisterschaften 2005 – 2. Platz 200 m Schmetterling (2:10,31);
- Schwimmasienmeisterschaften 2006 – 1. Platz 200 m Schmetterling (2:08,54)
- Olympische Sommerspiele 2008 – 2. Platz 200 m Schmetterling (2:04,72)
- Schwimmweltmeisterschaften 2009 – 3. Platz 100 m Schmetterling (56,86)
- Schwimmasienmeisterschaften 2009 – 1. Platz 50 m Schmetterling, 1. Platz 100 m Schmetterling, 2. Platz 200 m Schmetterling
- Schwimmweltmeisterschaften 2011 – 1. Platz 200 m Schmetterling
- Olympische Sommerspiele 2012 – 1. Platz 200 m Schmetterling[1]

## Persönliche Bestleistungen
Auf der Langstrecke
- 50 m Schmetterling: 26,04 s (Asienrekord), 11. April 2009[2]
- 100 m Schmetterling: 57,16 s (Asienrekord), 10. April 2009[2]